# Agar.io
Agar.io é um jogo multijogador online de ação criado por Matheus Valadares. Os jogadores controlam uma célula em um mapa representando uma placa de Petri; o objetivo é ganhar o máximo de massa possível ao engolir células menores sem ser engolido por outras maiores. O nome Agar.io vem da substância ágar, utilizado para cultura de bactérias.
Após ser lançado, o jogo fez sucesso rapidamente; o site agar.io (para a versão de navegador) foi classificado pela Alexa em julho de 2015 como um dos mil sites mais visitados e as versões móveis foram baixadas mais de dez milhões de vezes durante sua primeira semana. A recepção do jogo foi positiva, recebendo elogios especiais por sua simplicidade, competitividade e mecânica; enquanto alguns não gostaram de sua repetitividade. Uma versão no Steam foi anunciada em 3 de maio de 2015, e a versão móvel para iOS e Android foi lançado em 8 de julho de 2015 pela Miniclip.
Agar.io foi especialmente popular na Turquia, durante as campanhas para a eleição geral no país em junho de 2015. Jogadores turcos transmitiram as suas opiniões políticas, colaborando com outros jogadores com opiniões semelhantes. Alguns partidos políticos também usaram o jogo em cartazes eleitorais como um símbolo de apoio.

## Jogabilidade

Jogabilidade de Agar.io; nesta parte do mapa, existem três células, sendo uma delas o desenho de Doge, um cão celebridade

O objetivo de Agar.io é crescer uma célula ao engolir aglomerados gerados aleatoriamente e células menores, o que aos poucos aumenta a massa da célula, sem ser engolido por massas maiores. Ele pode ser jogado em um deathmatch ou entre equipes. O objetivo do jogo é obter a maior célula; o jogador é obrigado a reiniciar quando todas as suas células são engolidas. Também é possível mudar a aparência delas com palavras ou frases pré-definidas. As células se movem mais lentamente quando têm muita massa e gradualmente a perdem ao longo do tempo.
Vírus dividem células maiores do que eles em vários pedaços; já células menores podem se esconder atrás de um vírus para proteção contra objetos maiores. Eles normalmente são gerados aleatoriamente, mas os jogadores também podem alimentar os vírus, liberando uma pequena fração de sua massa, o que os divide quando feito várias vezes.
Os jogadores podem dividir uma parte da sua célula, arremessando uma delas na direção do cursor. Isso pode ser usado como um ataque à distância para engolir outras células, para escapar de uma situação difícil ou para mover-se mais rapidamente ao redor do mapa. As células divididas eventualmente se unirão em uma só novamente. Além de alimentar os vírus, os jogadores podem liberar uma pequena fração de sua massa para fazer crescer outras células ou atrair inimigos para serem engolidos.

## Desenvolvimento
Agar.io foi anunciado pela primeira vez no 4chan em 28 de abril de 2015 por Matheus Valadares, um desenvolvedor brasileiro de dezenove anos. Escrito em JavaScript e C++, o jogo foi desenvolvido em poucos dias. Valadares o continuou atualizando e adicionando novas funcionalidades, tal como um sistema de experiência e um modo "experimental" para testar recursos. Uma semana depois, Agar.io entrou no greenlight do Steam, com Valadares anunciando uma futura versão free-to-play do jogo para download. Ele planejou incluir recursos na versão do Steam não disponíveis na versão de navegador, como modos adicionais, personalização e um sistema de conta. Ele foi aprovado para distribuição no Steam devido ao interesse da comunidade.
Em 8 de julho de 2015, uma versão móvel de Agar.io para iOS e Android foi publicada pela Miniclip. Sergio Varanda, chefe dos serviços móveis da empresa, explicou que o objetivo principal desta versão era o de "recriar a experiência do jogo" no celular, citando os desafios em recria-lo em controles touchscreen.

## Recepção
Agar.io teve uma recepção crítica positiva após ser lançado. Foram dados elogios especiais à simplicidade, competição e mecânica do jogo. Jon Fingas do Engadget o descreveu como "uma boa abstração da competição feroz de sobrevivência do mais apto que às vezes você vê no nível microscópico." Chris Carter do TouchArcade elogiou a simplicidade, os elementos estratégicos e a "personalidade".
As versões móveis receberam a mesma recepção positiva, mas os críticos não gostaram dos seus controles. Tom Christiansen do Gamezebo teve uma reação mista com o jogo, dizendo que não havia "nada para segurar a atenção" e que era "altamente repetitivo, em geral." Glen Fox do Pocket Gamer elogiou o jogo pelo seu elemento estratégico e chamou-lhe de "viciante", mas criticou os controles, os descrevendo como "flutuantes".
Devido a sua frequente propagação em redes sociais e de transmissões no Twitch.tv e YouTube, Agar.io rapidamente se tornou popular. O site (para a versão de navegador) foi classificado pela Alexa em julho de 2015 como um dos mil sites mais visitados. Publicado pela Miniclip, as versões móveis do jogo se tornaram populares de forma relativamente rápida, conquistando mais dez milhões de downloads na primeira semana desde o lançamento. Agar.io também foi o jogo mais procurado no Google em 2015.

### Uso político
Durante as campanhas para a eleição geral na Turquia em 2015, Agar.io foi utilizado neste país como um meio de apoio político; muitos jogadores renomearam suas células depois dos partidos políticos e referências turcas, com alianças formadas entre os jogadores com pontos de vista políticos semelhantes, lutando contra outros jogadores com pontos de vista opostos. Alguns partidos usaram Agar.io em cartazes de campanha como um símbolo de apoio.